# Ooijpolder

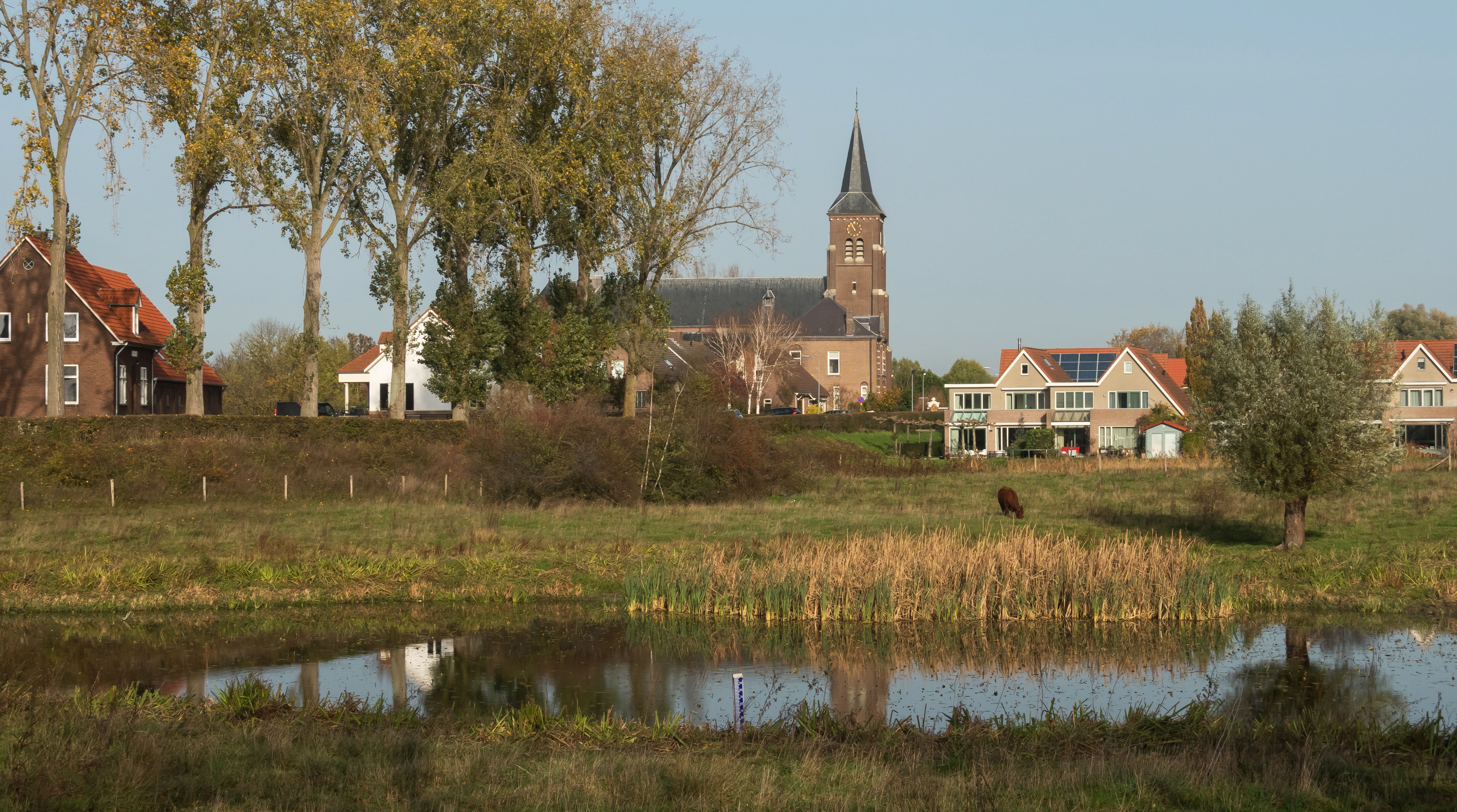
Ooij, de kerk in dorpszicht

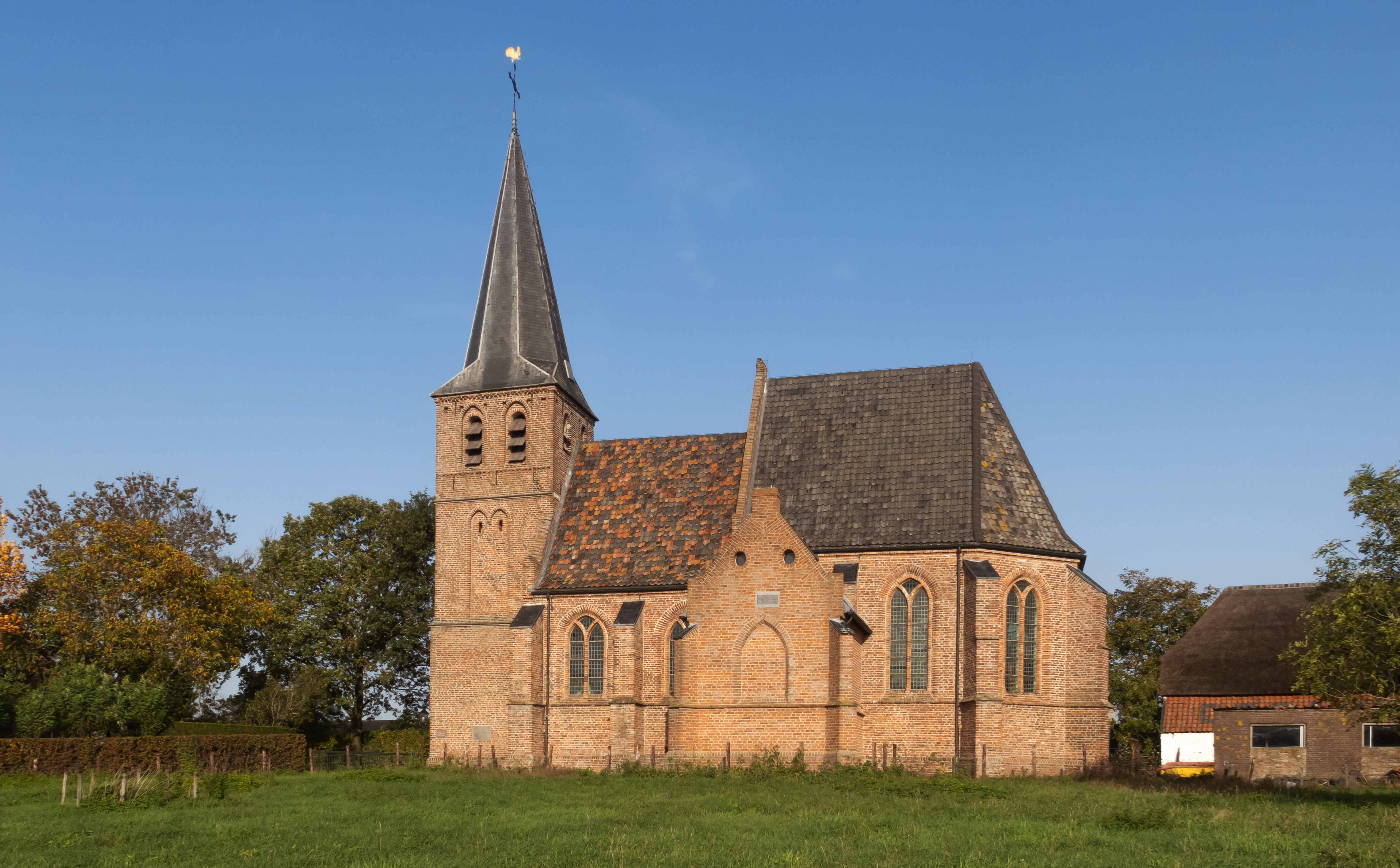
Persingen, de voormalige kerk

De Ooijpolder (ook wel Ooypolder) is een natuurgebied dat voornamelijk ligt in de gemeente Berg en Dal in de Nederlandse provincie Gelderland. Het maakt deel uit van de grensoverschrijdende streek de Duffelt. Een klein gedeelte, de Ooyse Schependom, ligt in de gemeente Nijmegen. De grootte van het gebied is ongeveer 2000 hectare. In de polder liggen de dorpen Ooij (ca. 2500 inwoners), Persingen (ca. 100) en Erlecom (ca. 150). 
De Ooijpolder is een belangrijk onderdeel van het Natura 2000-gebied Gelderse Poort. Hij ligt tussen de rivier de Waal en de N325. Aan de oostzijde is het gebied begrensd door de grens met Duitsland. Er is zowel binnen- als buitendijks gebied.

## Polderdistrict
Voordat er dijken waren, was de Ooijpolder een moerasgebied dat vaak onder water stond. Rond 1300 werden de eerste dijken in het gebied gebouwd. De Ooijpolder viel onder het Polderdistrict Circul van de Ooij, dat al in 1580 de dijkrechten had. In 1958 is het district Circul van de Ooij opgeheven en ging op in het Polderdistrict Maas en Waal (1568-1944). Een monument op de Ooijse Waaldijk herinnert aan het dijkmagazijn van de Circul van Ooij, dat hier stond. 
Niet alleen het dijkmagazijn stond hoog, in dit poldergebied treft men ook veel terpboerderijen aan. Zelfs trafohuisjes werden boven in een toren geplaatst. 
In 1933 werd het Hollandsch-Duitsch gemaal gebouwd om het waterpeil in de Ooijpolder en de aangrenzende Duitse landbouwgebieden te reguleren. Overtollig water kon daarna via Het Meer afgevoerd worden.

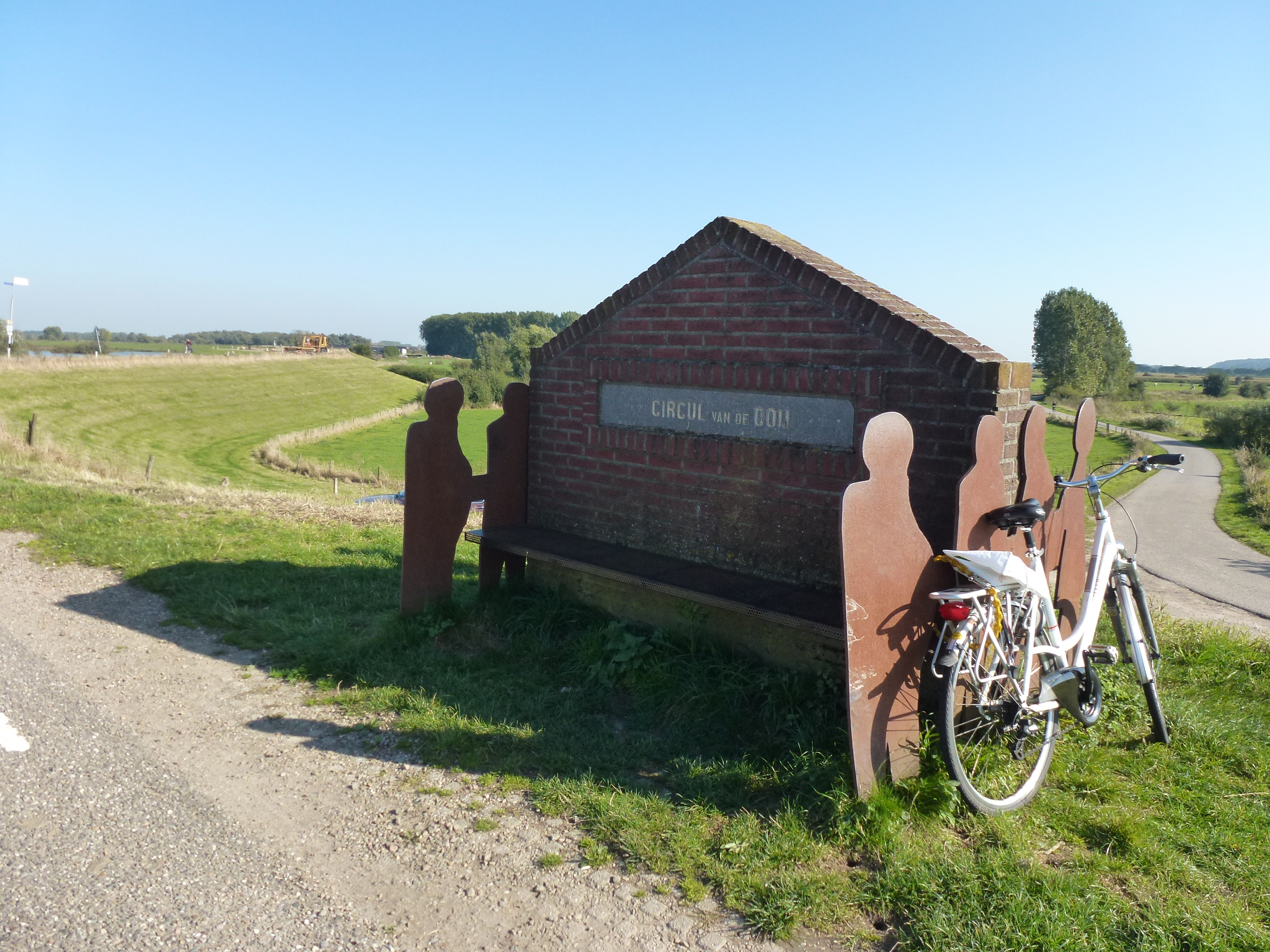
Monument dijkmagazijn Circul van de Ooij
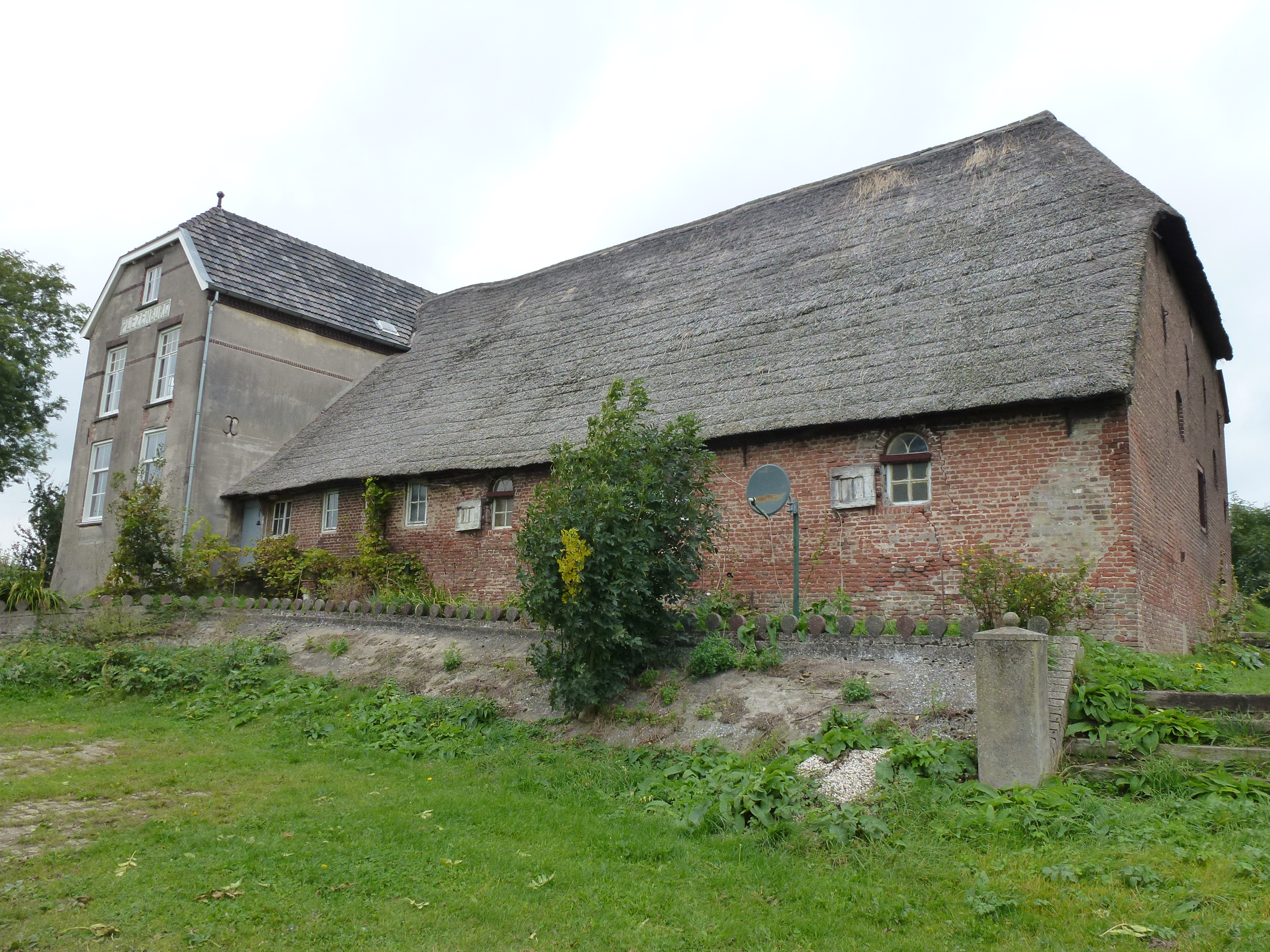
Terpboerderij Plezenburg in Leuth
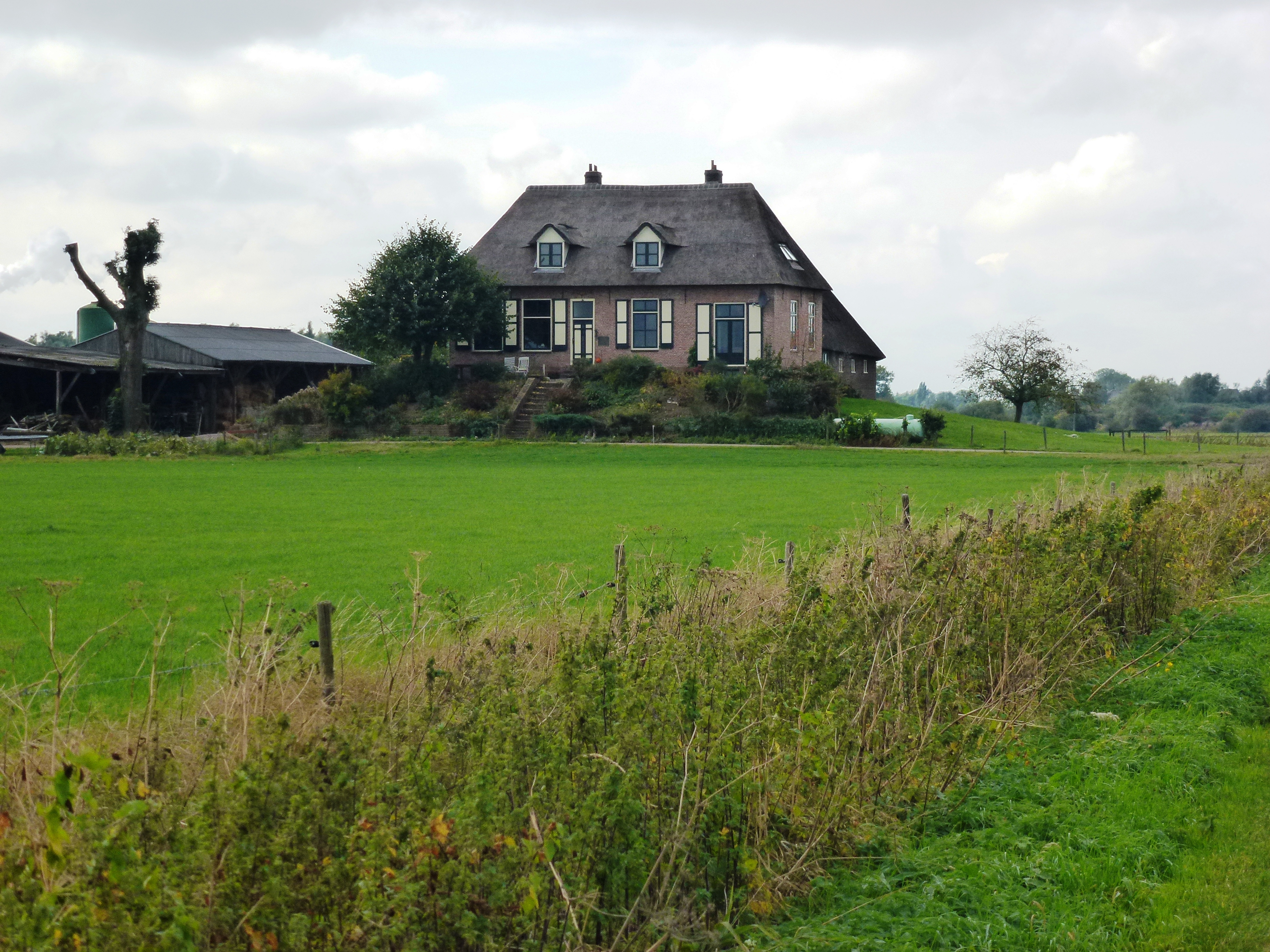
Terpboerderij De Plak in Ooij
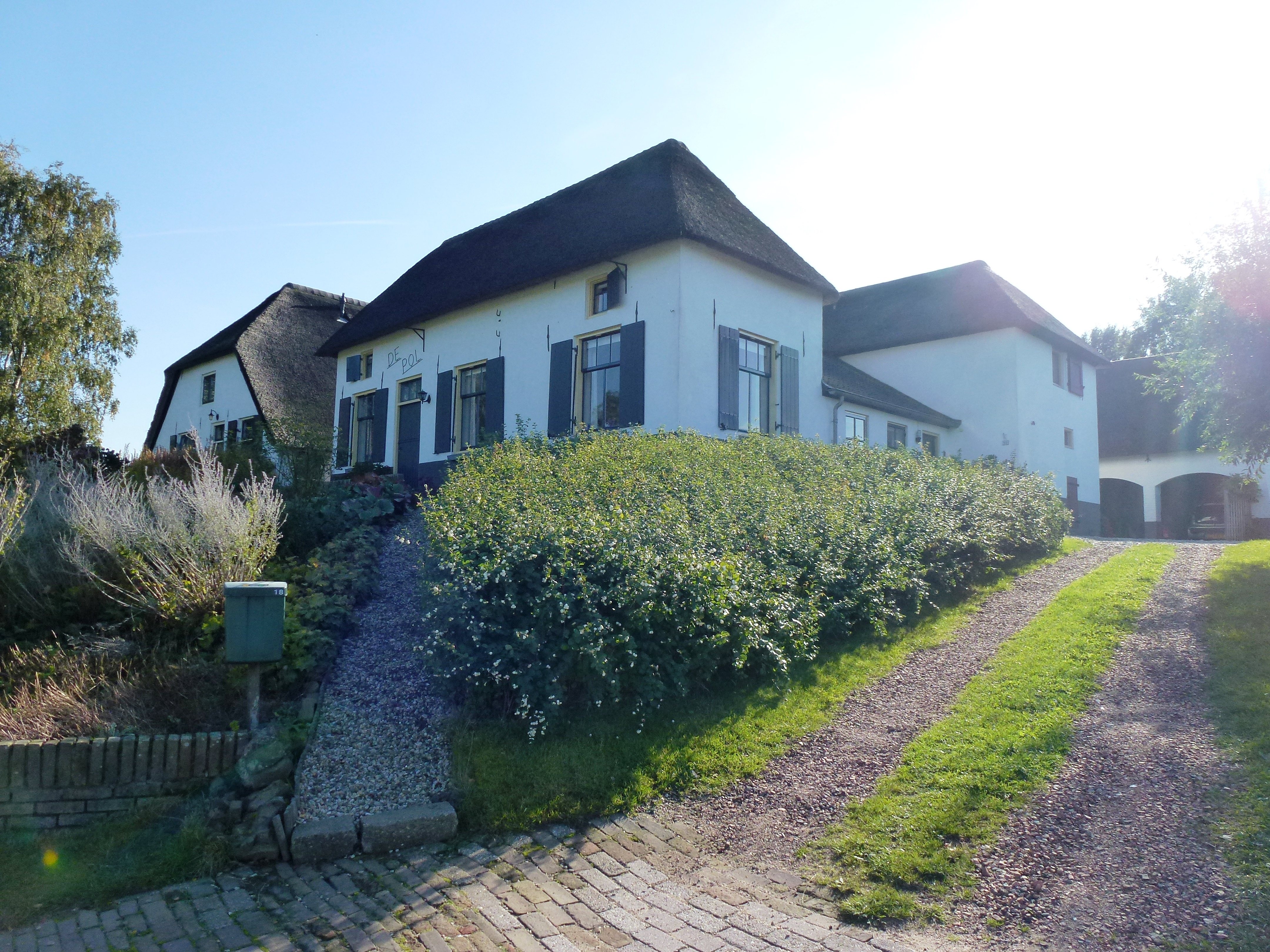
Terpboerderij de Pol in Ooij
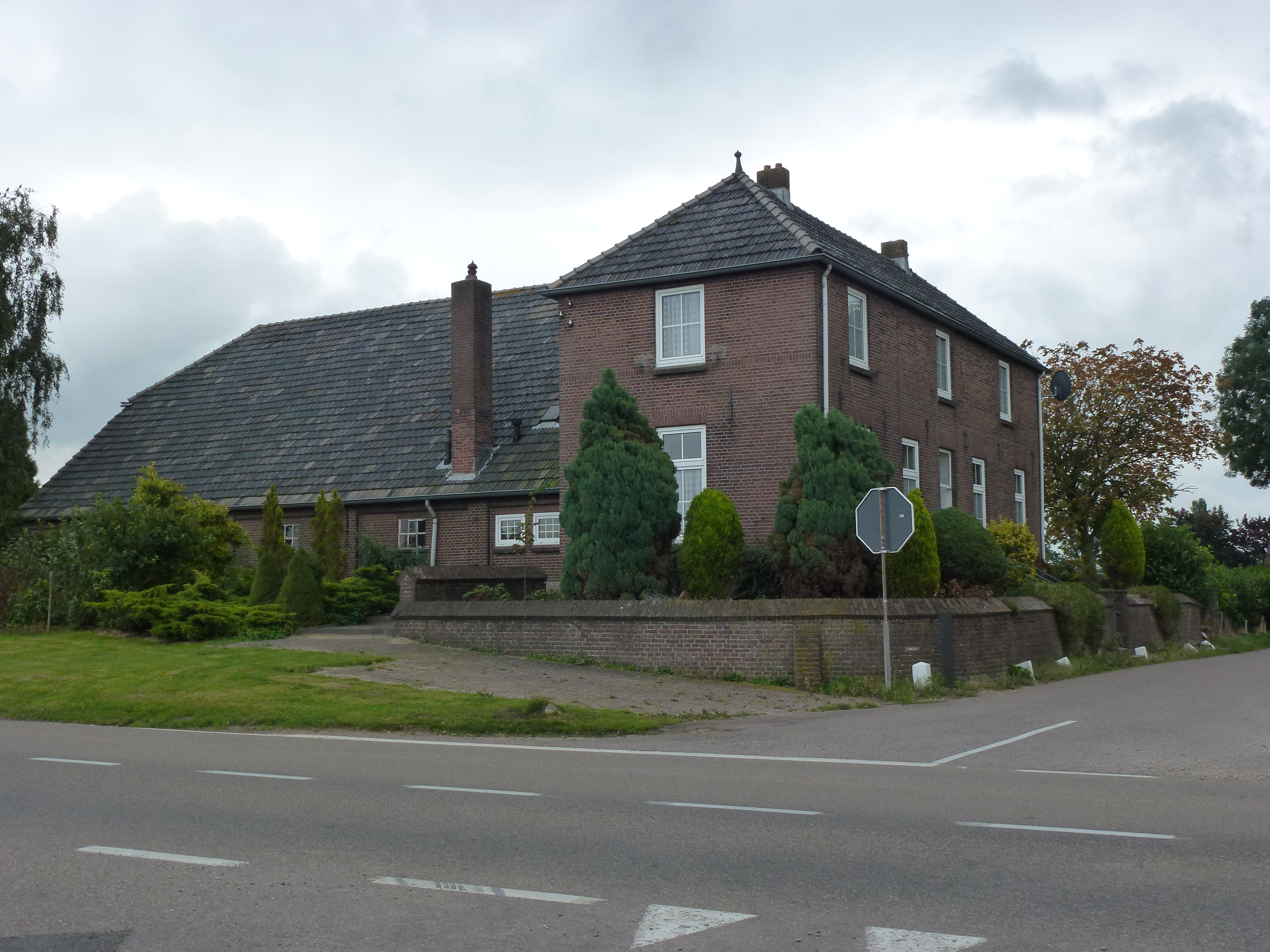
Terpboerderij Leuthsestraat 5, Ooij
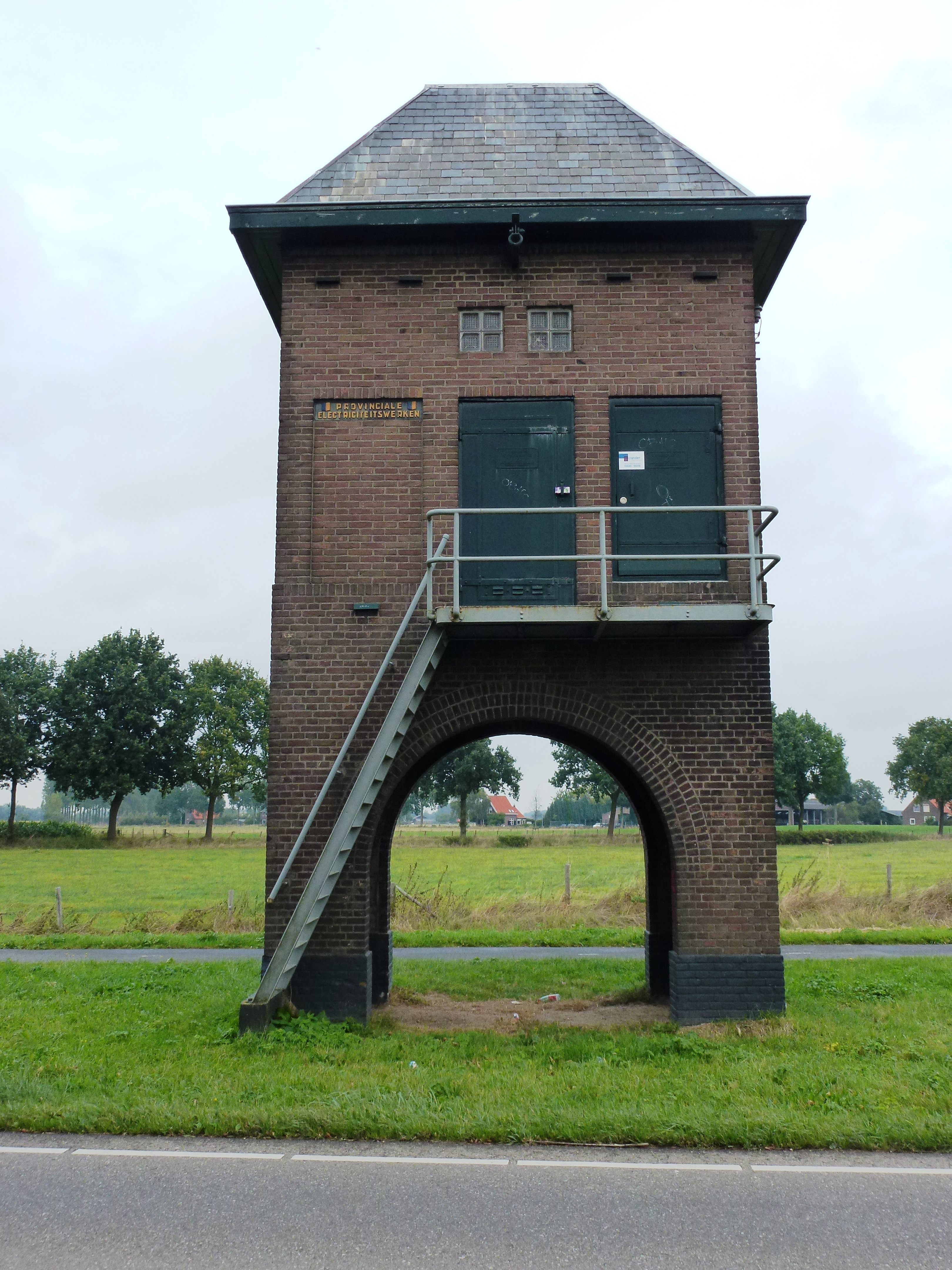
Trafohuisje Thornsestraat tussen Persingen en Leuth
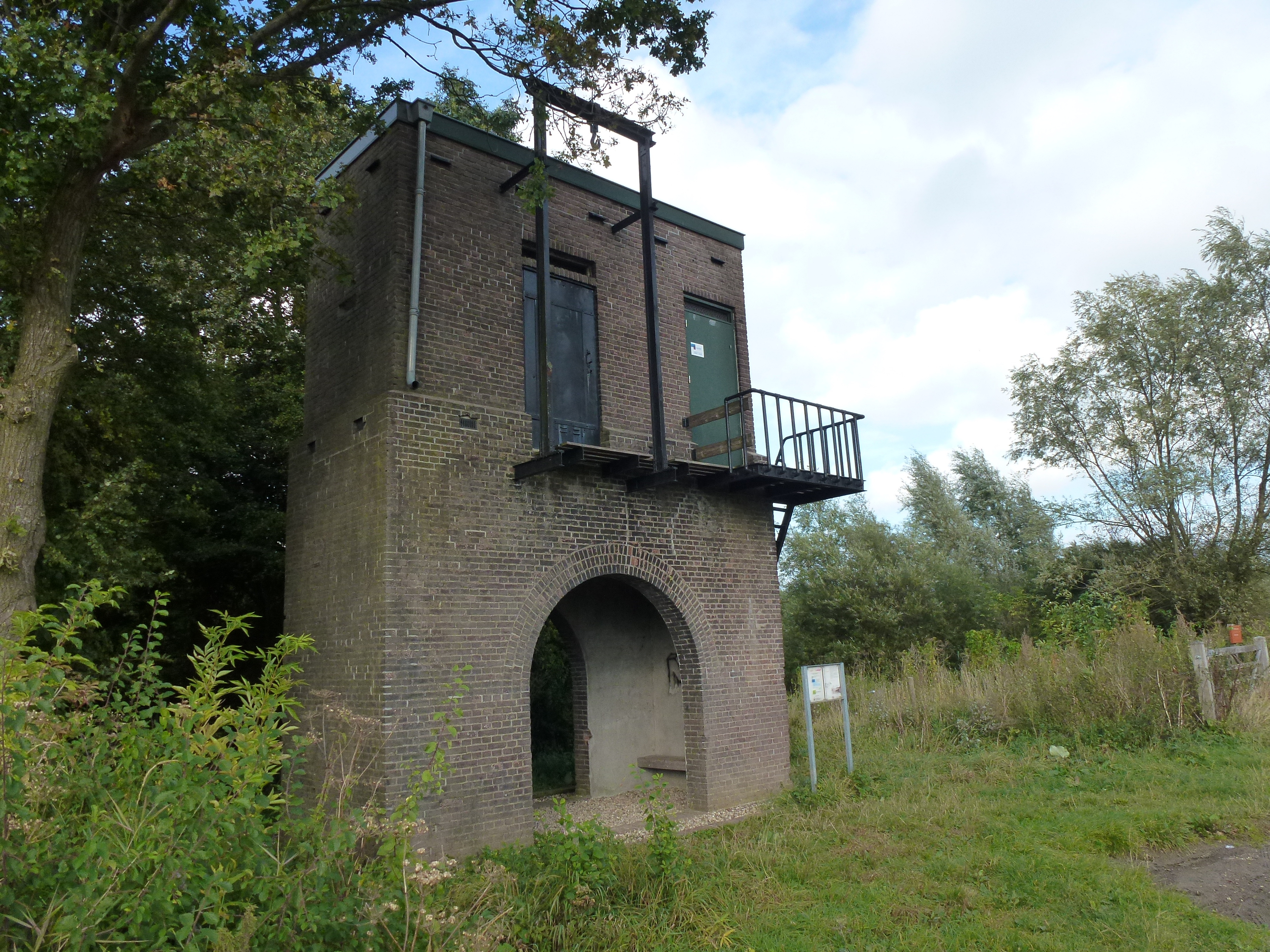
Trafohuisje nabij Ooij
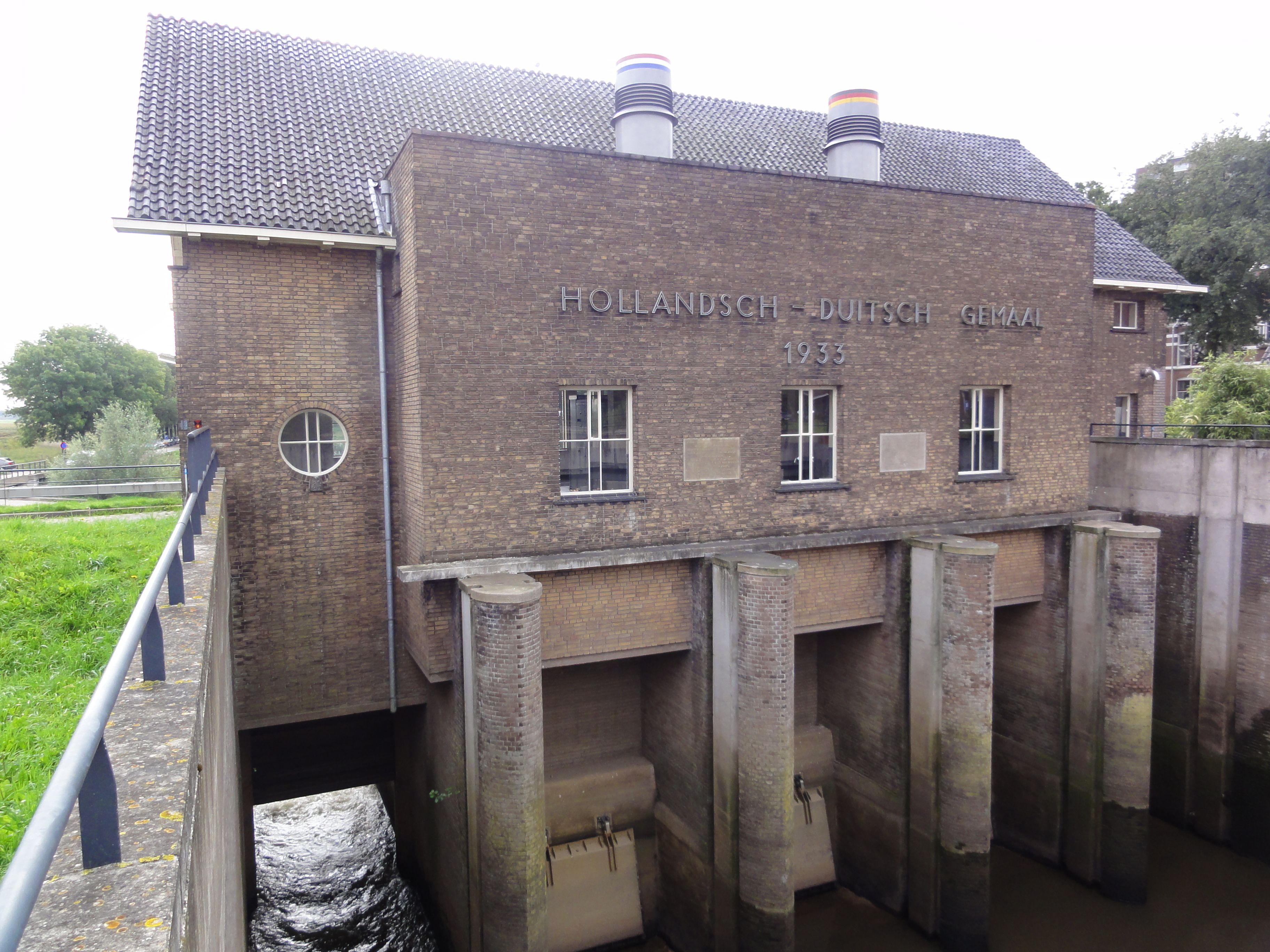
Hollandsch-Duitsch gemaal
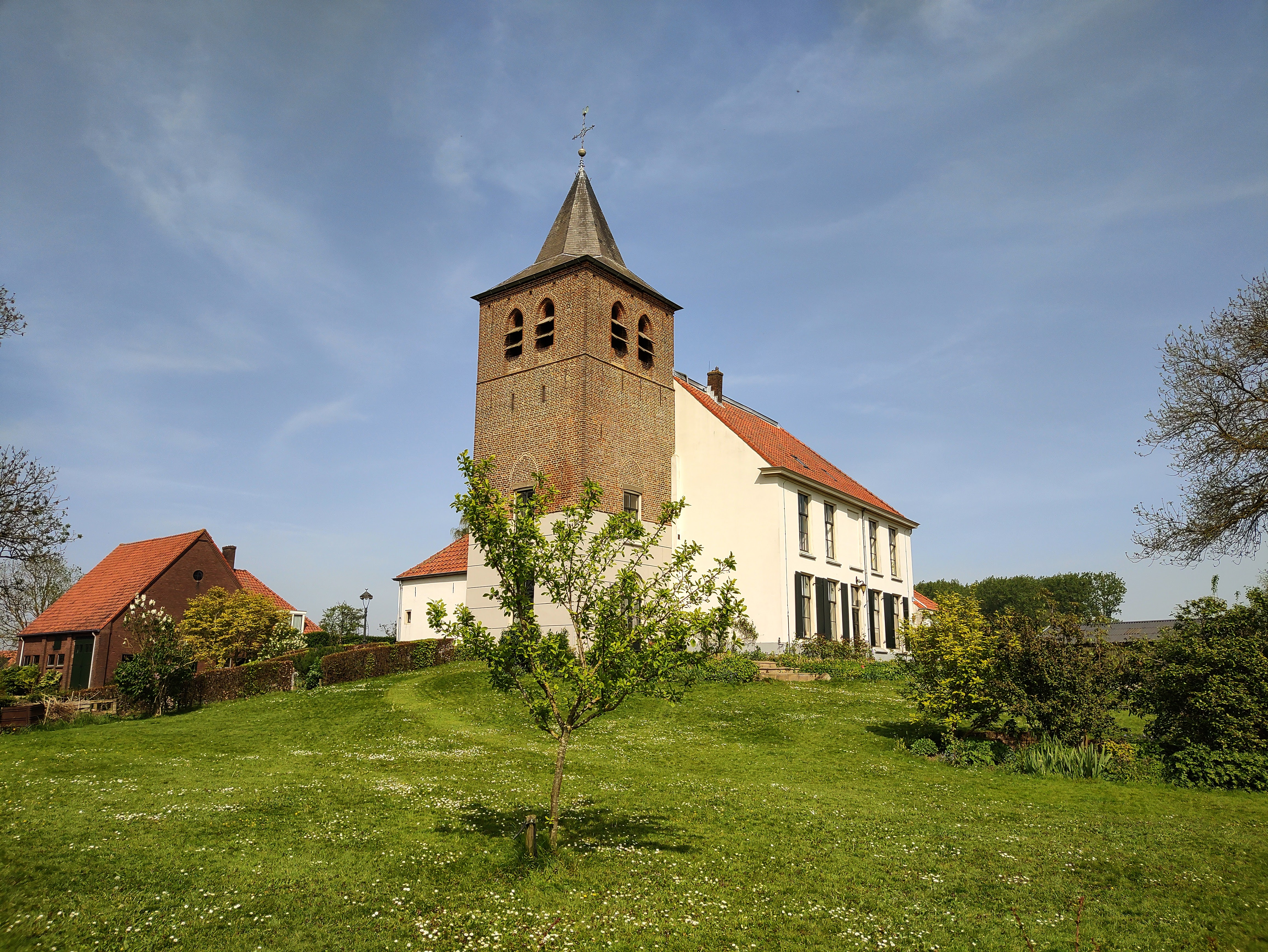
Voormalige hervormde kerk, Hezelstraat 9-13 Ooij

## Overstromingen
Ook na de aanleg van de dijken liep dit gebied onder bij hoogwater. Het gebied is waterrijk met oude rivierarmen en een rijkdom aan wielen en vijvers. Soms waren de overstromingen echte watersnoodrampen. Meerdere archeologische terreinen in de Ooijpolder bevatten resten van vroegere (middeleeuwse) bewoning, verdwenen door overstromingen. Zo werd in 1809 het dorp Persingen door een grote overstroming vrijwel geheel weggevaagd. Persingen is niet meer echt herbouwd en wordt nu beschouwd als het kleinste kerkdorp van Nederland.  
Deze frequente overstromingen lieten zand en vruchtbare klei achter wat ervoor zorgde dat het bewoonbaar gebied werd. Ook na het aanleggen van de dijken liet men het water op een gecontroleerde manier bij zogenaamde overlaten in de polder stromen. Dit om tegendruk te verkrijgen om zo dijkdoorbraken te voorkomen en voor het aanvoeren van vruchtbare klei. Eind 19e eeuw liep een verschil van mening over deze gecontroleerde overstromingen, die volgens de bewoners en landeigenaren van de polder onevenredig veel schade aanrichten, hoog op. Twee heemraden, G.H. van der Wedden en J.L Gerritsen werden door het provinciebestuur van Gelderland uit hun functie ontzet, maar vervolgens door de inwoners van de polder herkozen. De provincie weigerde hun benoeming te bevestigen, waartegen de ex-heemraden in beroep gingen, waarna uiteindelijk de Raad van State de heemraden in gelijk stelde.
Tijdens de Koude Oorlog werd de IJssellinie gebouwd om een deel van Nederland onder water te laten lopen bij een Russische invasie. Ook de Ooijpolder was onderdeel van deze linie.
Tot medio 2005 was er sprake om de Ooijpolder en Rijnstrangen te gebruiken als noodoverloopgebieden bij hoogwater van de Waal. De gedachte bij deze noodoverloopgebieden is om de rivier op vooraf bepaalde gebieden buiten haar oevers te laten treden waardoor het waterpeil daalt en de stroomsnelheid afneemt. In deze noodoverloopgebieden kan het water wegzakken in de grond en/of met enige vertraging verder stromen in de rivier. Tegenwoordig is het niet meer wenselijk om de polder te reserveren om onder water te laten lopen, vanwege haar hogere bevolkingsdichtheid.

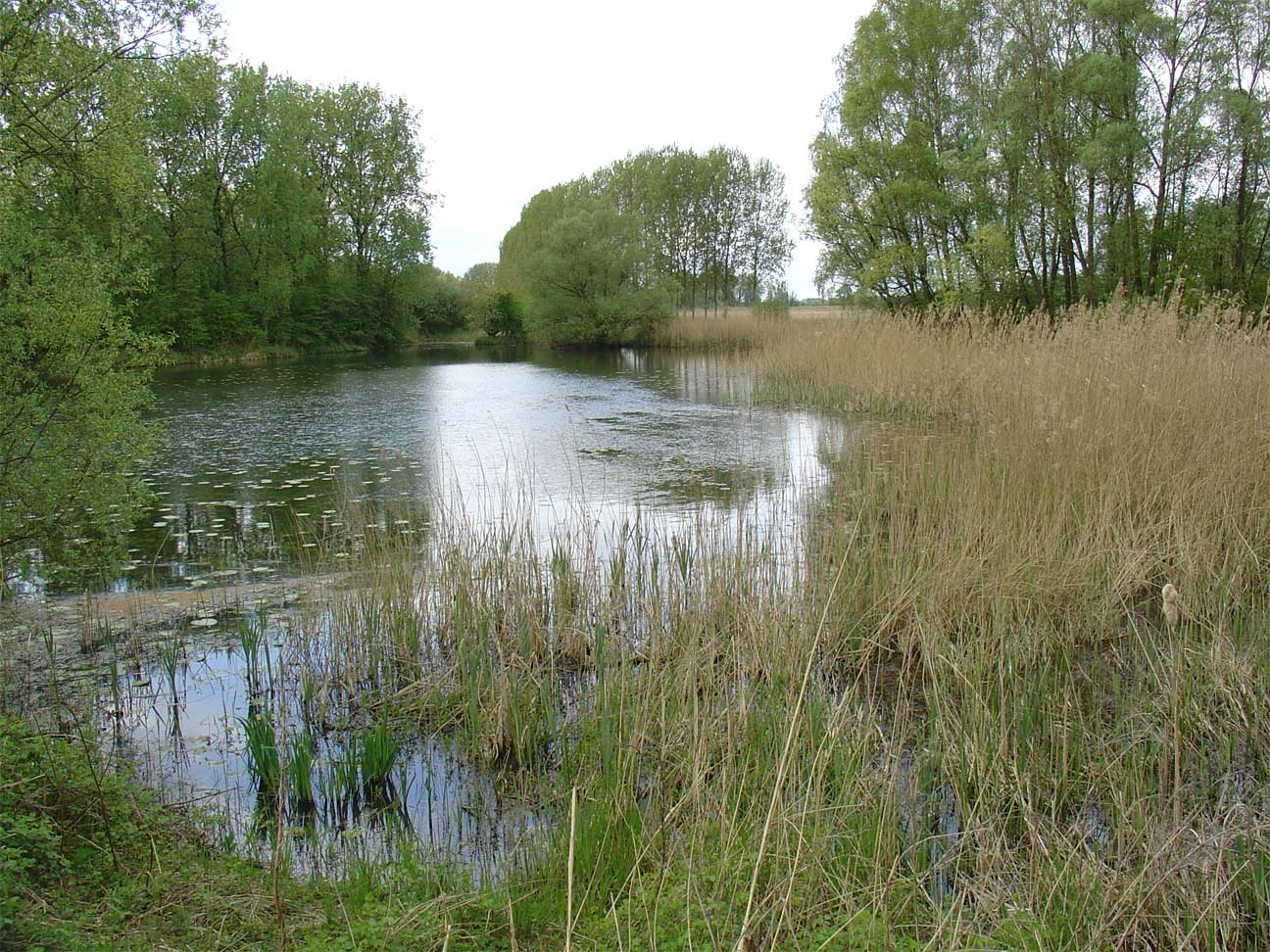
Oude Waal (arm) in de Ooijpolder
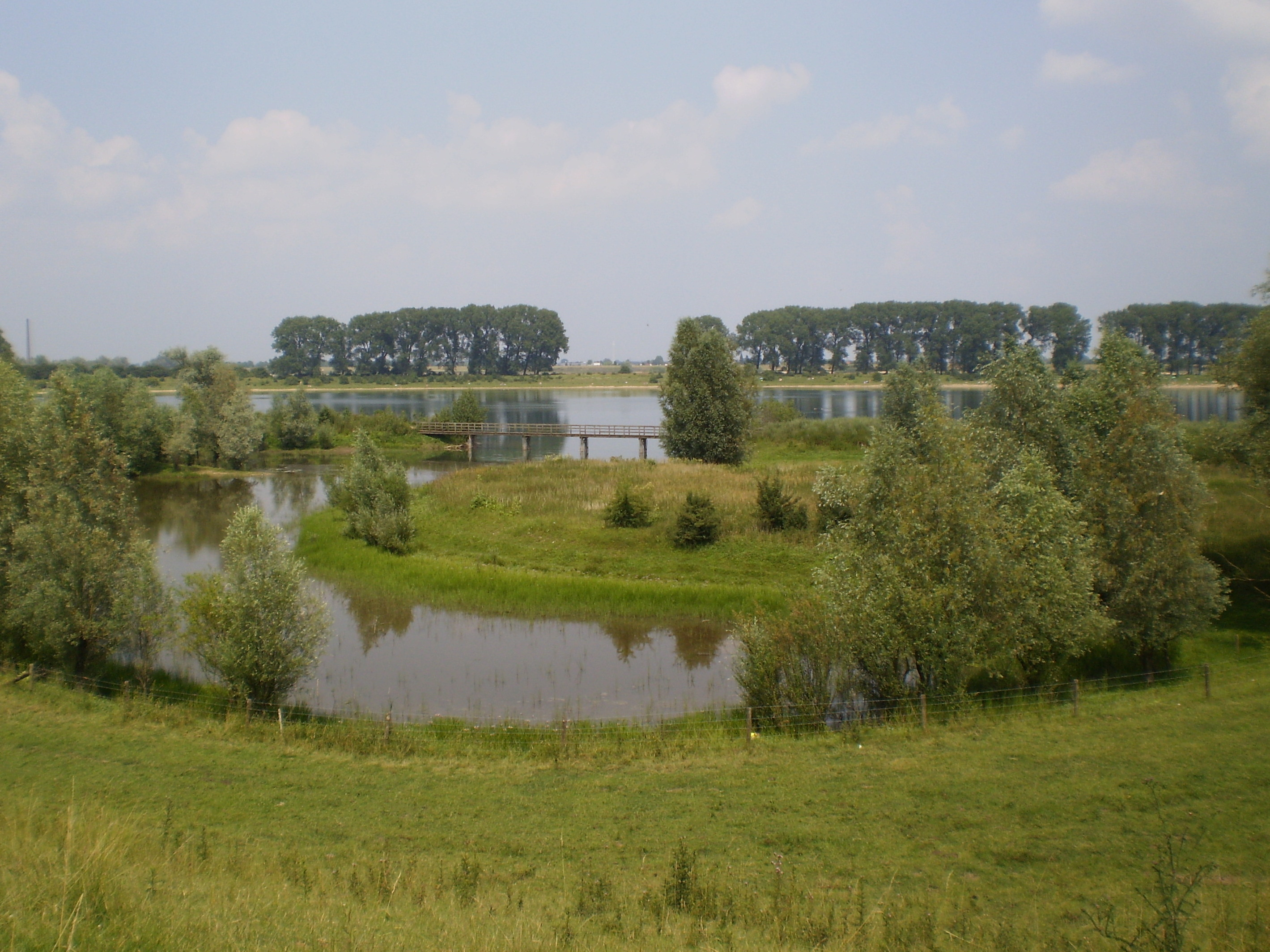
De Bisonbaai
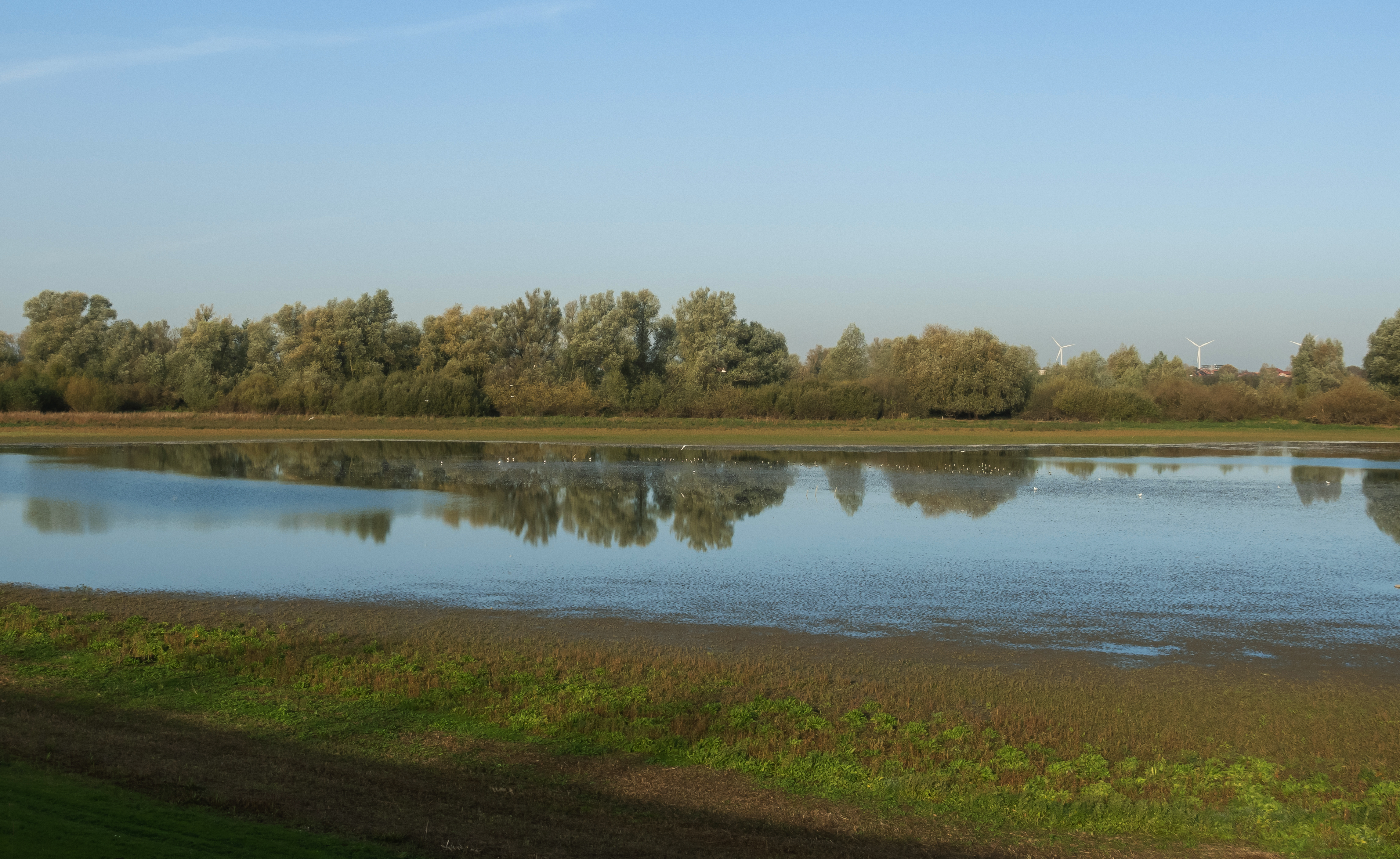
De Oude Waal
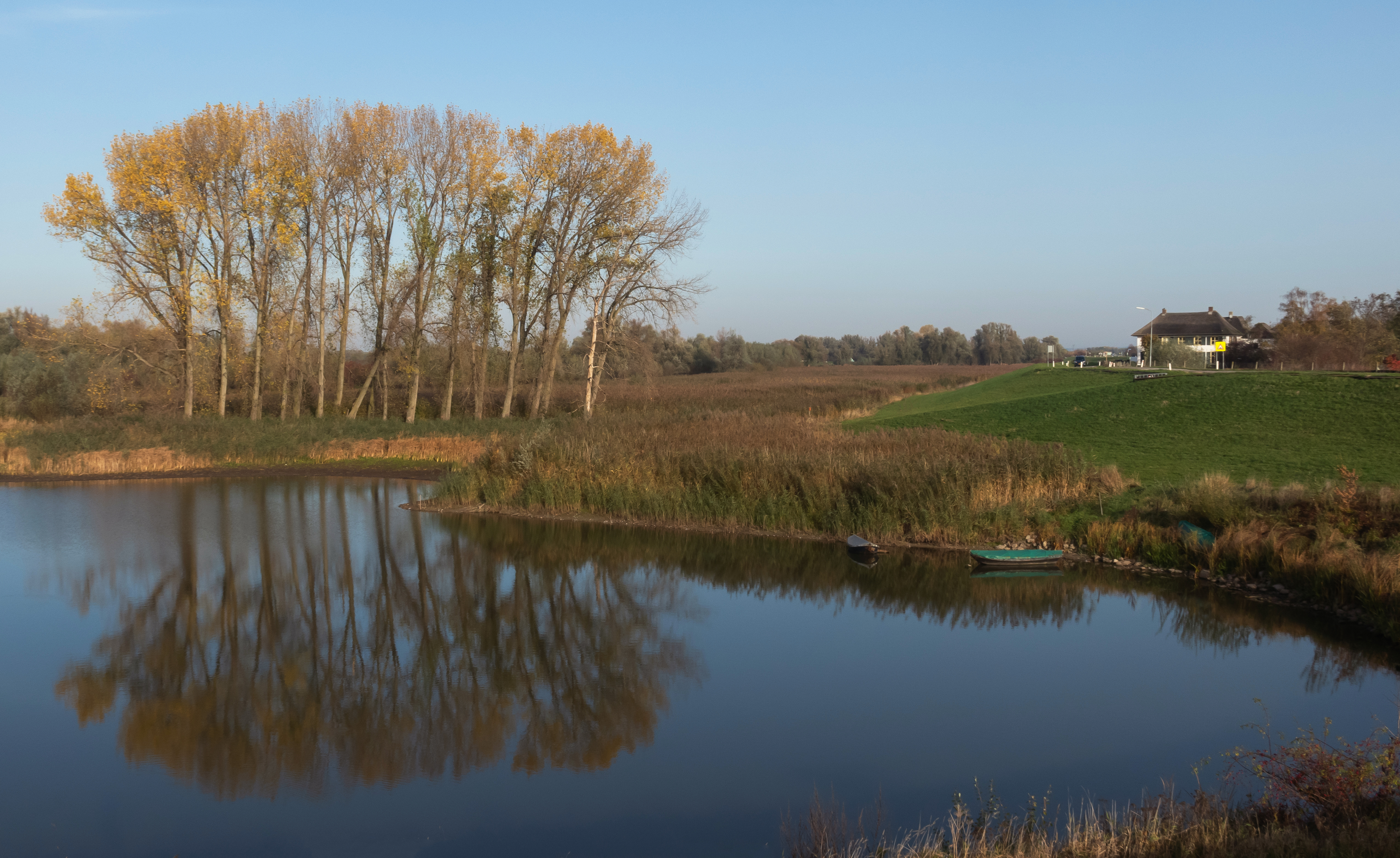
Bomen bij uiteinde van de Oude Waal
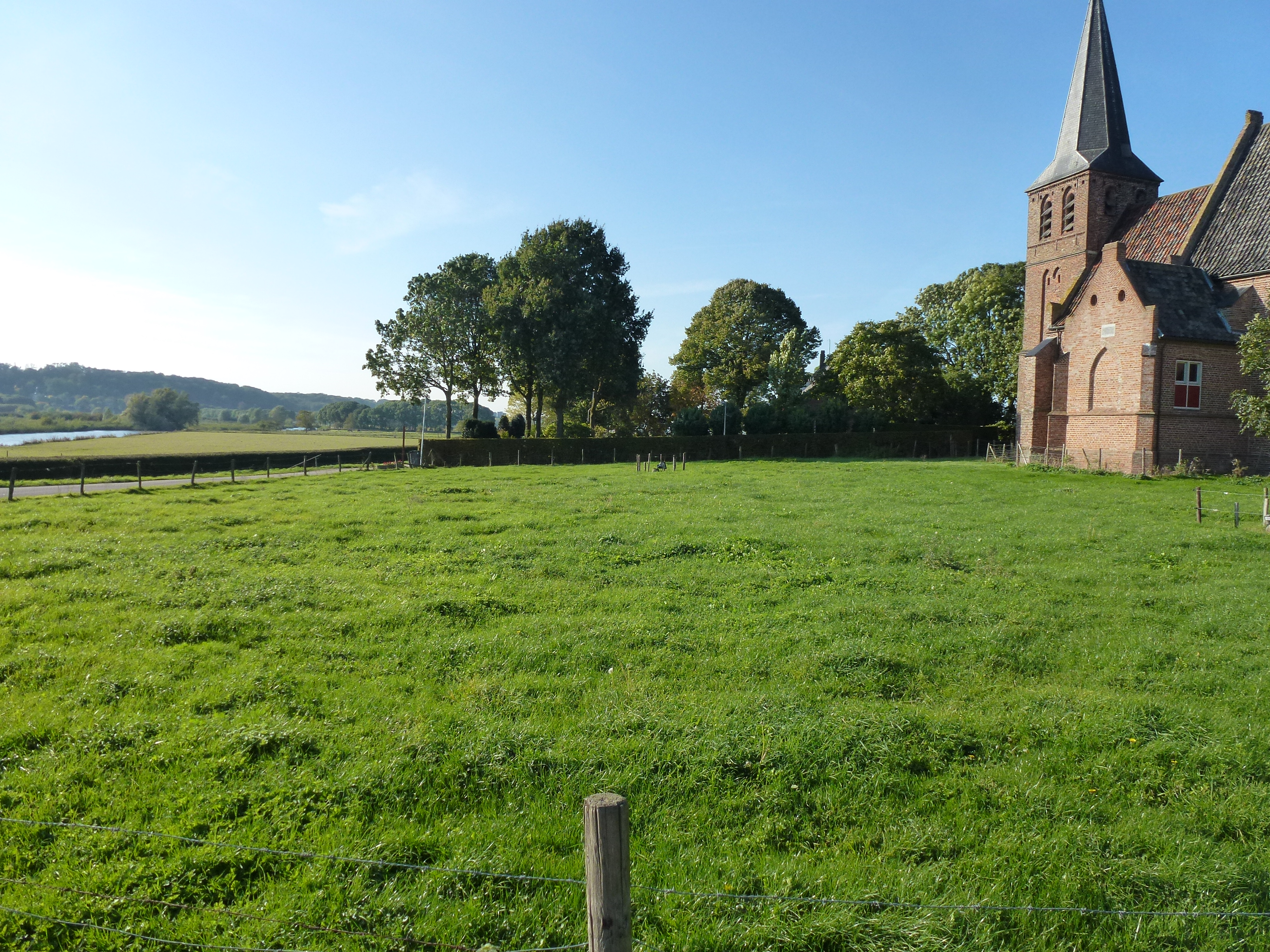
Archeologisch terrein met resten van Romeins-middeleeuwse bewoning, naast de kerk van Persingen.
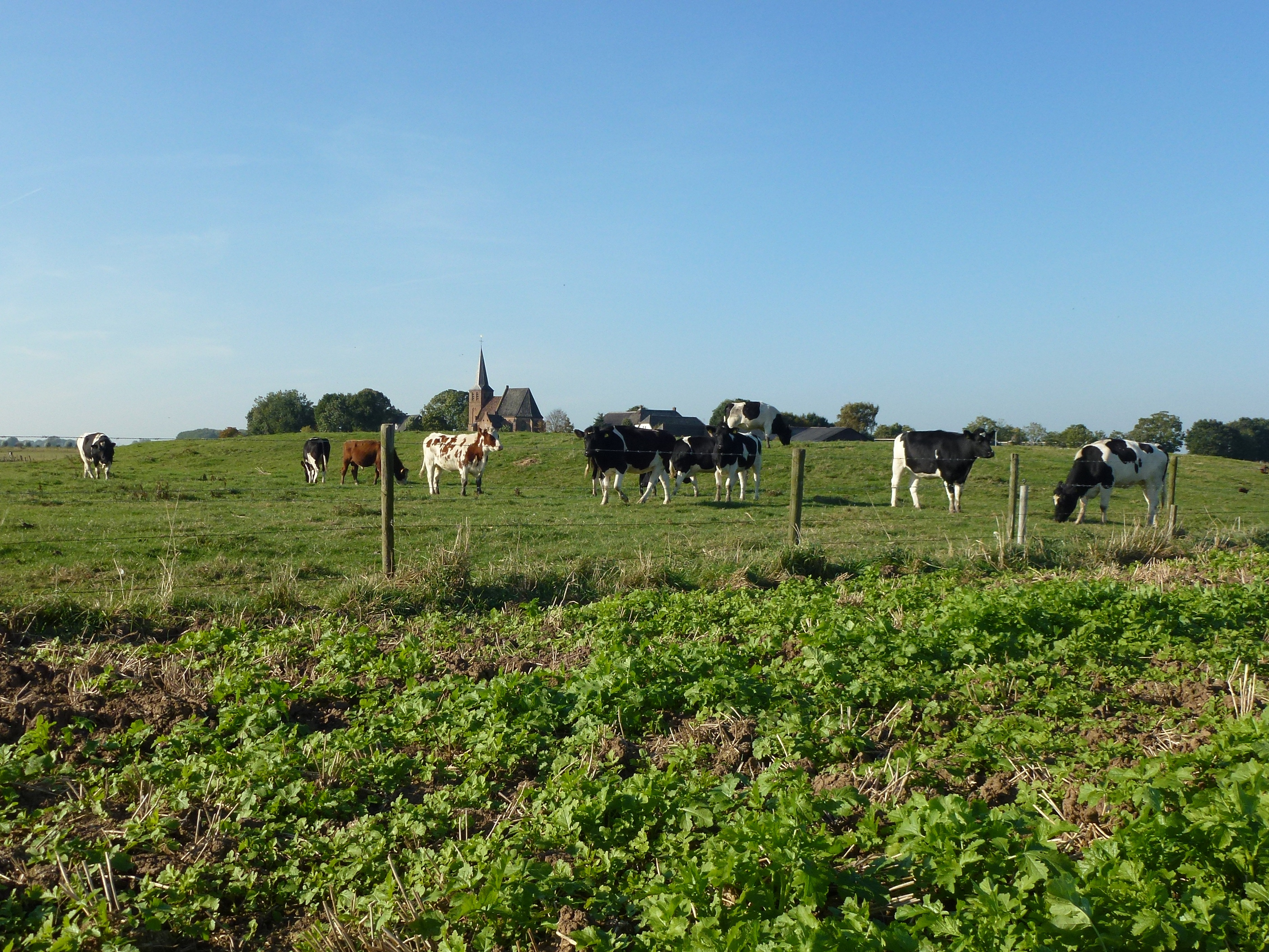
Archeologisch terrein met resten van kasteel Persingen, in het landschap ten zuiden van de kerk van Persingen.

## Natuurgebied

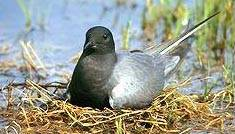
Zwarte stern

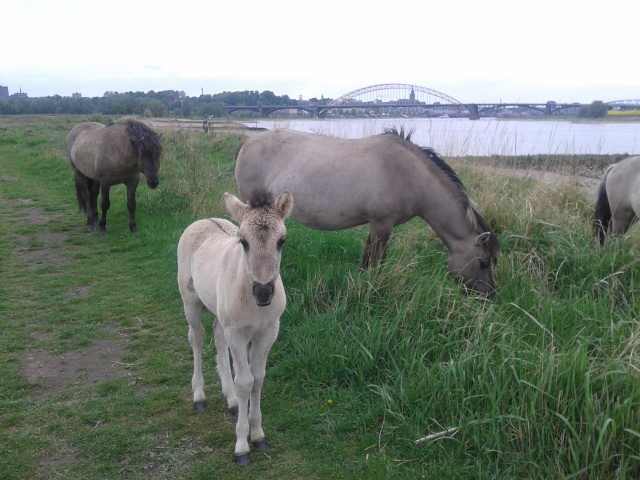
Konik-paarden, met veulen, in de Ooijpolder. Op de achtergrond is de Waalbrug Nijmegen te zien

### Vegetatie
Het natuurgebied wordt beheerd door Staatsbosbeheer en heeft een gevarieerde vegetatie. Op de hoger gelegen delen, bestaande uit zandgrond bevinden zich veel struiken. Op de lager gelegen delen heeft men te maken met kleigrond met gras. 

### Dieren
Door het waterbeheer is de oorspronkelijke moerasgrond aanzienlijk verdroogd en er zijn meer bomen gaan groeien. Dit heeft ertoe geleid dat de populatie van vogelsoorten en andere dieren is veranderd. Men vindt er echter nog steeds de zwarte stern, roerdomp en grote karekiet echter in verminderde aantallen.
De Ooijpolder werd van 1982-1998 gebruikt als reservaatgebied voor het przewalskipaard, van hier uit is een aantal van deze paarden opnieuw in het land van oorsprong Mongolië geïntroduceerd. Sinds 2012 grazen rond de Bisonbaai permanent Konikpaarden, die eerder ook al in de Stadswaard waren uitgezet. In het najaar van 2013 werden enkele tientallen Koniks naar Bulgarije verhuisd om het aantal paarden in de Ooijpolder en de Millingerwaard op 140 te houden.
Naast paarden leven er in de Ooijpolder ook zo'n 180 Gallowayrunderen.